# Qアップトレーニング
Qアップトレーニング（キューアップトレーニング）とは、ケアパートナー株式会社の登録商標で、介護が必要な高齢者のQOL（クオリティ・オブ・ライフ＝生活の質）向上を目的とするトレーニングのことである。

## 効果
Qアップトレーニングは、日常生活における動作性の維持・改善等で効果を上げており、寝たきりの一因である転倒による骨折の防止につながったり、介護度が軽減したケースも多い。